# Киселенко Наум Анісімович
Кисиленко (Киселенко) Наум Анісімович (1883 – ?) – бердянський місцевий політичний діяч.
Член РСДРП (обʼєднаної) з 1903 р.
Працював слюсарем-лекальником Азово-Чорноморського заводу. Перший голова Бердянської ради робітничих депутатів (1917).
Улітку 1917 р. обраний гласним Бердянської міської думи, а також членом її управи.
Наприкінці листопада 1917 р. увійшов до складу Ради народних представників – вищого органу влади Таврійської губернії. Кандидат у члени Всеросійських установчих зборів від РСДРП (обʼєднаної) по Таврійській виборчій окрузі. Коли у Бердянську 10 грудня 1917 р. розглядалося питання про визнання влади Української Центральної Ради, рекомендував не визнавати Центральну Раду, вважаючи її шовіністичною і чорносотенною У грудні 1917 р. був затриманий самопроголошеною пробільшовицької Першою революційною радою Бердянська. Після революційного трибуналу 14 березня 1918 р. та обіцянки не займатися політикою звільнений.
У вересні 1922 р. петебував у Петроградській вʼязниці. Подальша доля невідома.